# Carola Pekrun
Carola Pekrun (* August 1963 in Saarbrücken) ist eine deutsche Pflanzenbauwissenschaftlerin. Sie ist Hochschullehrerin und Prorektorin an der Hochschule für Wirtschaft und Umwelt Nürtingen-Geislingen (HfWU).

## Leben und Wirken
Pekrun studierte Agrarwissenschaften mit Schwerpunkt Pflanzenproduktion an der Georg-August-Universität Göttingen mit Abschluss Diplomagraringenieur 1989. Als Doktorandin am Institut für Pflanzenbau und Pflanzenzüchtung der Universität Göttingen verfasste sie ihre Dissertation: Untersuchungen zur sekundären Dormanz bei Raps und wurde damit zum Dr. agr promoviert.
Bei anschließenden Forschungsaufenthalten an der englischen Forschungsanstalt in Rothamsted Research (1994–1997), der Universität für Bodenkultur Wien im Fachgebiet Pflanzenbau (1997–1998) und der Universität Hohenheim  am Institut für Kulturpflanzenwissenschaften (1998–2004) erarbeitete sie zahlreiche Projekte zum umweltgerechten Pflanzenbau. 2003 erfolgte die Habilitation für das Fach Pflanzenbau mit dem Thema der Habilitationsschrift: Einfluss der Bodenbearbeitung auf die Überdauerung von Samen und andere pflanzenbauliche Parameter unter besonderer Berücksichtigung der Populationsdynamik von Ausfallraps.
Als Koordinatorin für Ökologischen Landbau und Verbraucherschutz an der Universität Hohenheim nahm Pekrun 2004 den Ruf an die Universität Göttingen als Koordinatorin am Forschungs- und Studienzentrum für Landwirtschaft und Umwelt an. Den Ruf als Professorin für Pflanzenbau und Qualitätsmanagement an der Hochschule für Wirtschaft und Umwelt Nürtingen-Geislingen (HfWU) nahm Perkun 2006 an. Sie ist Mitglied in zahlreichen internationalen agrarwissenschaftlichen Gremien. Innerhalb der HfWU ist sie als Prorektorin für den Bereich Forschung und Transfer sowie die nachhaltige Entwicklung der Hochschule verantwortlich.

## Mitgliedschaften in Fachverbänden
- Mitglied im Redaktionsbeirat des Journals für Kulturpflanzenwissenschaften
- Gutachterin der Zeitschriften European Journal of Agronomy, Agriculture, Applied Soil Ecology, Biomass and Bioenergy, Bioenergy Research, Bodenkultur, Canadian Journal of Plant Science, Journal of Plant Diseases and Protection, Crop Protection, Plant Soil and Environment, Weed Research sowie diverse Tagungsbände
- Geschäftsführerin der Gesellschaft für Pflanzenbauwissenschaften (2012–2014)
- Geschäftsführerin des Arbeitskreises Agrarwirtschaft des Hochschulbunds Nürtingen-Geislingen (01/2014 – 06/2018)
- Leiterin des Arbeitskreises Konservierende Bodenbearbeitung und Direktsaat Baden-Württemberg (seit 03/2016)
- Sprecherin der IAF-Leiter/innen und Prorektor/innen Forschung der Hochschulen für Angewandte Wissenschaften (HAW) in Baden-Württemberg (seit 02/2018)
- Mitglied des wissenschaftlichen Fachgremiums des Sonderprogramms zur Stärkung der biologischen Vielfalt in Baden-Württemberg (seit 03/2018)
- Mitglied des Landesbeirats für Natur- und Umweltschutz sowie der Stiftung Naturschutzfonds Baden-Württemberg (seit 12/2023)

## Publikationen (Auswahl)
- Untersuchungen zur sekundären Dormanz bei Raps (Brassica napus L.) / Dissertation 1994
- Einfluss der Bodenbearbeitung auf die Überdauerung von Samen und andere pflanzenbauliche Parameter unter besonderer Berücksichtigung der Populationsdynamik von Ausfallraps Habilschrift Hohenheim 2003[2]
- Publikationsliste Carola Petrun auf der Internetseite der HfWU